# Federación Alemana de Lesbianas y Gais
La Federación Alemana de Lesbianas y Gais, en alemán Lesben- und Schwulenverband in Deutschland e.V. (LSVD), es, con 3000 socios individuales y 70 organizaciones federadas, la mayor asociación y organización de autoayuda LGBT de Alemania. Está representado en casi todos los estados federados. La organización está reconocida como ONG con estatus consultivo por las Naciones Unidas.

## Objetivos
Los principales objetivos de la asociación son una ley antidiscriminación (Allgemeines Gleichbehandlungsgesetz) a nivel Alemán, el fin de la discriminación de las uniones civiles en lo que respecta a los impuestos y los funcionarios, así como en la adopción conjunta y la custodia compartida. La LSVD además está comprometida con la defensa de los Derechos humanos para gais, lesbianas y transexuales en la Unión Europea.
Además de su compromiso político, el LSVD tiene su asociación familiar y social, además de estar involucrado en innumerables proyectos sociales, como por ejemplo en el ámbito de la lucha contra la violencia, la autoorganización de inmigrantes homosexuales, como es el caso de la asociación de griegos ERMIS, y las familias homosexuales. En el caso de la inmigración, existe una discusión en marcha sobre la estrategia para la lucha contra la homofobia entre los inmigrantes.

## Historia
La asociación fue fundada el 18 de febrero de 1990 por activistas gais de la Alemania Oriental, tales como Eduard Stapel de Leipzig, con el nombre de Schwulenverband in der DDR («Federación de gais de la RDA»; SVD). La asociación se veía como parte del movimiento de lucha por los derechos civiles en la RDA. Con la ambición de convertirse en una asociación a nivel de toda Alemania, el SVD cambió su nombre por el de Schwulenverband in Deutschland («Federación de gais de Alemania») en la primera asamblea general del 23 de junio de 1990 en Magdeburgo. El consejo director del SVD había reclutado de forma consciente a activistas occidentales como Volker Beck, Günter Dworek y Manfred Bruns, que anteriormente habían estado activos en el Bundesverband Homosexualität (Federación nacional homosexualidad; BVH), una organización que había estado activa en Alemania Occidental, para conseguir una influencia nacional. Manfred Bruns, Frank Hoyer y Michael Schneidewind fueron los primeros responsables de Alemania Occidental de la Federación. La oferta del SVD era interesante para una parte de los activistas del BVH, ya que en esta asociación no se había llegado a un acuerdo en cuanto al tratamiento del matrimonio igualitario.
Con la campaña Aktion Standesamt («Acción registro civil») del 19 de agosto de 1992, el SVD popularizó en los medios de comunicación sus demandas de apertura del matrimonio a parejas de lesbianas y gais; como consecuencia el BVH fue arrinconándose progresivamente en su política de formas de vida alternativas. Finalmente, el BVH se disolvió en 1997.
En diciembre de 1998, varias lesbianas, entre ellas Halina Bendkowski e Ida Schillen, hicieron un llamamiento público «a todas las lesbianas, que desean una política efectiva para nuestros derechos a nivel nacional». Las firmantes reivindicaban la transformación del SVD en una federación para lesbianas y gais. En marzo de 1999, en la XI asamblea general en Colonia, se decidió por una gran mayoría la ampliación del SVD en Lesben- und Schwulenverband in Deutschland («Federación alemana de lesbianas y gais»). Este paso puso al LSVD en frente del Lesbenring («Círculo de lesbianas»), que consideraba incompatible extender el matrimonio a lesbianas y gais, con su visión del feminismo. En la actualidad (2008) el LSVD y el Lesbenring tienen un número similar de socias lésbicas. El programa y la carta fundacional del LSVD fueron modificados, pero los conceptos centrales de emancipación, participación e integración permanecieron.
Durante las discusiones del Lebenspartnerschaftsgesetz, la ley que permite las uniones civiles entre homosexuales, el LSVD fue escuchado por el Parlamento y por el Tribunal Constitucional de Alemania. La campaña Aktion Ja-Wort («Acción "sí"») del LSVD, que intentaba promover la aceptación de las uniones civiles entre la población, fue apoyada por muchos famosos.
En septiembre de 2004, la organización realizó una campaña de músicos de reggae, concretamente de Dancehall, de Jamaica que llamaban al asesinato de homosexuales en sus canciones. La campaña consiguió que un número importante de organizadores de conciertos anularan los conciertos previstos en Alemania. El 25 de febrero de 2005, el LSVD comenzó la campaña Aktion EinszuEins («Acción unoauno»), que trata de conseguir la igualdad en derechos de la unión civil y el matrimonio, además de informar sobre las desventajas actuales del primero. El LSVD fue el iniciador del proyecto de creación de un monumento a los homosexuales perseguidos por el nazismo del Parlamento de Alemania. También participó en los principales gremios para la preparación y realización del proyecto. Además, el LSVD ha estado apoyando en los últimos años el movimiento por los derechos civiles de Polonia que sufren una oposición masiva del Gobierno y las instituciones oficiales, además de enfrentarse a actos violentos provenientes de una parte de la población.
Desde el 11 de diciembre de 2006, el LSVD está reconocida como ONG con estatus consultivo por las Naciones Unidas.

## Afiliación
El LSVD es miembro de la Asociación Internacional de Gays y Lesbianas (ILGA), además del Forum Menschenrechte y el Der Paritätische Wohlfahrtsverband (DPWV). 

## Miembros famosos
En la dirección han participado activistas conocidos como Manfred Bruns, Volker Beck, Eduard Stapel, Günter Dworek y Halina Bendkowski. Una serie de artistas famosos como el dibujante de cómic Ralf König, la actriz Hella von Sinnen, el director de cine Rosa von Praunheim o Hans-Peter Hoogen  apoyan al LSVD siendo socios.

## Dirección federal
A la dirección federal pertenecían en 2008:
Axel Blumenthal, Philipp Braun, Manfred Bruns, Günter Dworek, Annette Hecker, Axel Hochrein, Simone Huckert, Uta Kehr, Hannah Lea, Hasso Müller-Kittnau, Martin Pfarr, Hartmut Schönknecht y Jacques Teyssier.

## Fundación Hirschfeld Eddy
En junio de 2007 se fundó en Berlín la «Fundación Hirschfeld Eddy - Fundación para la defensa de los Derechos humanos de lesbianas, gais, bisexuales y transgénero». La Fundación tiene como objetivo la defensa de los Derechos humanos para la comunidad LGBT a nivel mundial, así como colaborar en la información sobre la homosexualidad y en la eliminación de prejuicios. La Fundación recibió el nombre en honor de los activistas Magnus Hirschfeld (1868–1935) y FannyAnn Eddy (1974-2004). Con la combinación de los nombres del pionero de los derechos de los homosexuales Hirschfeld y de una luchadora contemporánea de los Derechos humanos en África se ha querido recalcar que los objetivos de la Fundación son una asunto mundial y son principios universales.